# 伊藤圭介 (アナウンサー)
伊藤 圭介（いとう けいすけ、1956年8月13日 - ）は、元静岡放送（SBS）の浜松総局局次長、同局アナウンサー。

## 来歴
- 静岡県伊豆市（旧修善寺町）出身。静岡県立韮山高等学校、立教大学法学部卒業[1]。1980年、静岡放送にアナウンサーとして入社[1]。
- 2006年からアナウンス部長。2010年からラジオ局次長兼制作部長、2011年8月からラジオ局次長兼編成業務部長を経て、2012年7月から浜松総局次長。2016年8月で定年退職。
- SBS退職後はフリーアナウンサーとして活動。2017年、DAZN J3中継実況では沼津・藤枝を担当。
- 息子は元サッカー選手（ジュビロ磐田ユース・日本体育大学・カマタマーレ讃岐など）、現NPO法人SV Norderstadt（ノルダーシュタット）  副理事長の伊藤佑介。

## 過去の担当番組
テレビ
- SBSみなスポ5
- SBSサンデースポーツ
- 静岡発そこ知り ナレーター
- 静岡新聞ニュース

など
ラジオ
- フリーステーション1.2.0（1982年頃 -  木曜日担当）
- 青春キャンパス 静岡地区キャンパスリーダー（初期）
- とびっきりナイト サタデー電リク村・び〜ん（1986年4月 - 9月）野田靖博と隔週で担当
- みらくるないと・フリーステーション1.2.0（1986年10月 - 1987年9月）[1]
- トヨタ・ジャスト・イン・タイム[1]
- 伊藤圭介の朝からDON!（1987年10月 - ）
- 猛烈昼下がり アッパレ!ハレハレ（1999年10月 - 2007年3月）
- フリーステーションHi-ho!（2011年4月 - 2012年6月）
- SBSビッグナイターなど、スポーツ中継の実況
- 静岡新聞ニュース